# 에도 4대 기근
에도 4대 기근(일본어: 江戸四大飢饉)은 일본 에도 시대에 이상기후, 해충, 자연재해 등으로 인해 흉작이 연이어져 발생한 기근 중 그 규모가 매우 컸던 네 차례의 기근을 가리키는 말이다. 17세기는 전 세계적으로 소빙하기에 해당하는 시기였기 때문에,전반적으로 한랭하여 냉해 등으로 인한 흉작과 기근이 빈발했다.
4대 기근은 다음과 같다.
1. 간에이 대기근(1642년 ~ 1643년)
2. 교호 대기근(1732년)
3. 덴메이 대기근(1782년 ~ 1787년)
4. 덴포 대기근(1833년 ~ 1839년)

단, 간에이 대기근을 제외하고 에도 3대 기근으로 부르는 경우도 있다.